# Fiume Lepre
Fiume Lepre este o arie protejată (arie specială de conservare — SAC, sit de importanță comunitară — SCI) din Italia întinsă pe o suprafață de 258 ha, integral pe uscat.

## Localizare
Centrul sitului Fiume Lepre este situat la coordonatele 39°13′02″N 16°50′09″E / 39.217222°N 16.835833°E.

## Înființare
Situl Fiume Lepre a fost declarat sit de importanță comunitară în septembrie 1995 pentru a proteja 1 specie de animale. Situl a fost protejat și ca arie specială de conservare în iunie 2017.

## Biodiversitate
Situată în ecoregiunea mediteraneană, aria protejată conține 7 habitate naturale: Galerii de Salix alba și de Populus alba, Pseudostepă cu ierburi și specii anuale de Thero-Brachypodietea, Păduri de Quercus ilex și Quercus rotundifolia, Păduri aluvionare cu Alnus glutinosa și Fraxinus excelsior (Alno-Padion, Alnion incanae, Salicion albae), Pante stâncoase calcaroase cu vegetație casmofită, Galerii și tufărișuri riverane sudice (Nerio-Tamaricetea și Securinegion tinctoriae), Râuri mediteraneene cu debit permanent și vegetație de Glaucium flavum.
La baza desemnării sitului se află o specie protejată de  pești: Rutilus rubilio.
Pe lângă speciile protejate, pe teritoriul sitului au mai fost identificate 1 specie de plante, 5 specii de amfibieni, 2 specii de mamifere, 1 specie de nevertebrate, 2 specii de pești, 3 specii de reptile.